# ایومیر مارسیال
ایومیر مارسیال (انگلیسی: Eumir Marcial؛ زادهٔ ۲۹ اکتبر ۱۹۹۵) بوکسور اهل فیلیپین است.